# Чулени (Клуж)
Чулени (рум. Ciuleni) насеље је у Румунији у округу Клуж у општини Маргау. Oпштина се налази на надморској висини од 689 m.

## Становништво
Према подацима из 2002. године у насељу је живело 110 становника, од којих су сви румунске националности.